# 製餅
製餅（せいべい、せいもち）は、餅を製造・加工すること。日本では各地の和菓子店や米屋（主に年末）等の小売店で製餅・直売される他、大規模に生産し流通経路を介して販売するメーカーもある。

## 日本の主な製餅メーカー
- たいまつ食品
- 越後製菓
- たかの
- うさぎもち
- サトウ食品